# Алекс Дельвеккіо
Алекс Дельвеккіо (англ. Alex Delvecchio; 4 грудня 1931, Форт-Вільям, Онтаріо — 1 липня 2025, Рочестер) — канадський хокеїст, що грав на позиції центрального нападника. Згодом — хокейний тренер.
Член Зали слави хокею з 1977 року. Володар Кубка Стенлі. Провів понад тисячу матчів у Національній хокейній лізі.

## Ігрова кар'єра
Хокейну кар'єру розпочав 1947 року.
Усю професійну клубну ігрову кар'єру, що тривала 24 роки, провів, захищаючи кольори команди «Детройт Ред-Вінгс».
Загалом провів 1670 матчів у НХЛ, включаючи 121 гру плей-оф Кубка Стенлі.

## Тренерська робота
1973 року розпочав тренерську роботу в НХЛ. Тренерська кар'єра обмежилася роботою з командою «Детройт Ред-Вінгс».

## Нагороди та досягнення
- Володар Кубка Стенлі в складі «Детройт Ред-Вінгс» — 1952, 1954, 1955.
- Приз Леді Бінг — 1959, 1966, 1969.
- Друга збірна команда всіх зірок НХЛ — 1953, 1959.
- Учасник матчу усіх зірок НХЛ — 1953, 1959, 1961, 1965, 1967.
- Трофей Лестера Патріка — 1974.

## Смерть
Дельвеккіо помер у своєму будинку в Рочестері, штат Мічиган, 1 липня 2025 року у віці 93 років.

## Статистика
| Сезон        | Клуб                    | Ліга         | Регулярна першість | Регулярна першість | Регулярна першість | Регулярна першість | Регулярна першість | Плей-оф | Плей-оф | Плей-оф | Плей-оф | Плей-оф |
| Сезон        | Клуб                    | Ліга         | І                  | Г                  | П                  | О                  | ШХ                 | І       | Г       | П       | О       | ШХ      |
| ------------ | ----------------------- | ------------ | ------------------ | ------------------ | ------------------ | ------------------ | ------------------ | ------- | ------- | ------- | ------- | ------- |
| 1947–48      | «Форт-Вільям Рейнджерс» | ТБЮХЛ        | 1                  | 0                  | 0                  | 0                  | 0                  | —       | —       | —       | —       | —       |
| 1948–49      | «Форт-Вільям Рейнджерс» | ТБЮХЛ        | 12                 | 16                 | 8                  | 24                 | 53                 | 1       | 2       | 0       | 2       | 0       |
| 1948–49      | «Порт-Артур Брюїнс»     | МК           | —                  | —                  | —                  | —                  | —                  | 5       | 2       | 2       | 4       | 1       |
| 1949–50      | «Форт-Вільям Рейнджерс» | ТБЮХЛ        | 18                 | 16                 | 20                 | 36                 | 36                 | 5       | 4       | 4       | 8       | 15      |
| 1950–51      | «Ошава Дженералс»       | ОХА          | 54                 | 49                 | 72                 | 121                | 36                 | 5       | 4       | 10      | 14      | 5       |
| 1950–51      | «Детройт Ред-Вінгс»     | НХЛ          | 1                  | 0                  | 0                  | 0                  | 0                  | —       | —       | —       | —       | —       |
| 1951–52      | «Детройт Ред-Вінгс»     | НХЛ          | 65                 | 15                 | 22                 | 37                 | 22                 | 8       | 0       | 3       | 3       | 4       |
| 1951–52      | «Індіанаполіс Кепіталс» | АХЛ          | 6                  | 3                  | 6                  | 9                  | 4                  | —       | —       | —       | —       | —       |
| 1952–53      | «Детройт Ред-Вінгс»     | НХЛ          | 70                 | 16                 | 43                 | 59                 | 28                 | 6       | 2       | 4       | 6       | 2       |
| 1953–54      | «Детройт Ред-Вінгс»     | НХЛ          | 69                 | 11                 | 18                 | 29                 | 34                 | 12      | 2       | 7       | 9       | 7       |
| 1954–55      | «Детройт Ред-Вінгс»     | НХЛ          | 69                 | 17                 | 31                 | 48                 | 37                 | 11      | 7       | 8       | 15      | 2       |
| 1955–56      | «Детройт Ред-Вінгс»     | НХЛ          | 70                 | 25                 | 26                 | 51                 | 24                 | 10      | 7       | 3       | 10      | 2       |
| 1956–57      | «Детройт Ред-Вінгс»     | НХЛ          | 48                 | 16                 | 25                 | 41                 | 8                  | 5       | 3       | 2       | 5       | 2       |
| 1957–58      | «Детройт Ред-Вінгс»     | НХЛ          | 70                 | 21                 | 38                 | 59                 | 22                 | 4       | 0       | 1       | 1       | 0       |
| 1958–59      | «Детройт Ред-Вінгс»     | НХЛ          | 70                 | 19                 | 35                 | 54                 | 6                  | —       | —       | —       | —       | —       |
| 1959–60      | «Детройт Ред-Вінгс»     | НХЛ          | 70                 | 19                 | 28                 | 47                 | 8                  | 6       | 2       | 6       | 8       | 0       |
| 1960–61      | «Детройт Ред-Вінгс»     | НХЛ          | 70                 | 27                 | 35                 | 62                 | 26                 | 11      | 4       | 5       | 9       | 0       |
| 1961–62      | «Детройт Ред-Вінгс»     | НХЛ          | 70                 | 26                 | 43                 | 69                 | 18                 | —       | —       | —       | —       | —       |
| 1962–63      | «Детройт Ред-Вінгс»     | НХЛ          | 70                 | 20                 | 44                 | 64                 | 8                  | 11      | 3       | 6       | 9       | 2       |
| 1963–64      | «Детройт Ред-Вінгс»     | НХЛ          | 70                 | 23                 | 30                 | 53                 | 11                 | 14      | 3       | 8       | 11      | 0       |
| 1964–65      | «Детройт Ред-Вінгс»     | НХЛ          | 68                 | 25                 | 42                 | 67                 | 16                 | 7       | 2       | 3       | 5       | 4       |
| 1965–66      | «Детройт Ред-Вінгс»     | НХЛ          | 70                 | 31                 | 38                 | 69                 | 16                 | 12      | 0       | 11      | 11      | 4       |
| 1966–67      | «Детройт Ред-Вінгс»     | НХЛ          | 70                 | 17                 | 38                 | 55                 | 10                 | —       | —       | —       | —       | —       |
| 1967–68      | «Детройт Ред-Вінгс»     | НХЛ          | 74                 | 22                 | 48                 | 70                 | 14                 | —       | —       | —       | —       | —       |
| 1968–69      | «Детройт Ред-Вінгс»     | НХЛ          | 72                 | 25                 | 58                 | 83                 | 8                  | —       | —       | —       | —       | —       |
| 1969–70      | «Детройт Ред-Вінгс»     | НХЛ          | 73                 | 21                 | 47                 | 68                 | 24                 | 4       | 0       | 2       | 2       | 0       |
| 1970–71      | «Детройт Ред-Вінгс»     | НХЛ          | 77                 | 21                 | 34                 | 55                 | 6                  | —       | —       | —       | —       | —       |
| 1971–72      | «Детройт Ред-Вінгс»     | НХЛ          | 75                 | 20                 | 45                 | 65                 | 22                 | —       | —       | —       | —       | —       |
| 1972–73      | «Детройт Ред-Вінгс»     | НХЛ          | 77                 | 18                 | 53                 | 71                 | 13                 | —       | —       | —       | —       | —       |
| 1973–74      | «Детройт Ред-Вінгс»     | НХЛ          | 11                 | 1                  | 4                  | 5                  | 2                  | —       | —       | —       | —       | —       |
| Усього в НХЛ | Усього в НХЛ            | Усього в НХЛ | 1549               | 456                | 825                | 1281               | 383                | 121     | 35      | 69      | 104     | 29      |

## Тренерська статистика
| Команда             | Сезон   | Регулярний сезон | Регулярний сезон | Регулярний сезон | Регулярний сезон | Регулярний сезон | Регулярний сезон | Плей-оф             |
| Команда             | Сезон   | І                | В                | П                | Н                | О                | Результат        | Результат           |
| ------------------- | ------- | ---------------- | ---------------- | ---------------- | ---------------- | ---------------- | ---------------- | ------------------- |
| «Детройт Ред-Вінгс» | 1973–74 | 67               | 27               | 31               | 9                | (63)             | 6-е на Сході     | не вийшли           |
| «Детройт Ред-Вінгс» | 1974–75 | 80               | 23               | 45               | 12               | 58               | 4-е в ДН         | не вийшли           |
| «Детройт Ред-Вінгс» | 1975–76 | 54               | 19               | 29               | 6                | (44)             | 4-е в ДН         | не вийшли           |
| «Детройт Ред-Вінгс» | 1976–77 | 44               | 13               | 26               | 5                | (31)             | 5-е в ДН         | (пішов у відставку) |
| Усього              | Усього  | 245              | 82               | 131              | 32               |                  |                  |                     |